# Fritz Grass
Friedrich (Fritz) Wilhelm Bartholomäus Grass (* 14. Mai 1891 in Eupen; † 28. Februar 1956 in Köppern, Hessen) war ein deutscher Politiker (Deutsche Zentrumspartei). Er war unter anderem Abgeordneter und Fraktionsgeschäftsführer seiner Partei im Preußischen Landtag.

## Leben und Wirken
Grass stammte aus Eupen, wo er bis 1911 die Schule besuchte, bevor er anschließend an das Realgymnasium Aachen wechselte, wo er 1914 sein Abitur ablegte. Anschließend studierte er an der Universität Bonn, wo er 1920 mit einer Arbeit über den Aachener Schöffenstuhl zum Dr. phil. promoviert wurde.
Von 1914 bis 1918 nahm Grass am Ersten Weltkrieg teil. Nach seinem Ausscheiden aus dem Militär im Jahr 1919 wurde er Abteilungsleiter beim Kurhessischen Bauernverein in Fulda. Ein Jahr später, 1920, übernahm er den Posten des Generalsekretärs dieser Körperschaft. Im Jahr 1922 stieg er schließlich zum Direktor der Gesamtorganisation des Mittelrheinisch-Nassauischen Bauernvereins in Koblenz auf. 1928 übernahm er zusätzlich den Posten eines Ausschussmitgliedes der Preußischen Staatsbank.
Parteipolitisch engagierte Grass sich seit etwa 1920 in der katholischen Zentrumspartei: Von 1921 bis 1924 war er Mitglied des Provinziallandtages der Provinz Hessen-Nassau. Im Dezember 1924 wurde er in den Preußischen Landtag gewählt, dem er – nach Bestätigung seines Mandates bei den Landtagswahlen von 1932 und 1933 – bis zur Auflösung dieser Körperschaft durch die Nationalsozialisten im Jahr 1933 angehörte. Seit etwa 1931 bekleidete er innerhalb der Landtagsfraktion des Zentrums den Posten des Fraktionsgeschäftsführers. Edmund Forschbach zufolge war Grass ursprünglich ein überzeugter Atheist und Anhänger der Lehren von Ernst Haeckel gewesen, war aber als Opportunist reinsten Wassers über seine Tätigkeit im Kurhessischen Bauernverein in die Zentrumspartei gelangt („Er sagte mir mit einem etwas maliziösen Lächeln: «Wenn ich schon klerikal bin, muss ich auch in die Kirche gehen.»“). In ähnlicher Weise bezeichnete Heinrich Brüning Grass in seinen Memoiren als „Karrierist“ und als „instinktlos-anpassungsbereiter Unterhändler mit NS-Vertretern“.
In den Vordergrund des politischen Geschehens trat Grass im August 1932, als er nach den gescheiterten Verhandlungen des Reichspräsidenten Hindenburg und des Reichskanzlers Franz von Papen mit Adolf Hitler über die Möglichkeit eines Eintritts von Hitler und einiger weiterer Nationalsozialisten in die Regierung Papen (die zu diesem Zeitpunkt in der Form eines nicht parlamentarisch-legitimierten Präsidialkabinetts existierte), als Vertreter des Zentrums die Initiative zu Gesprächen mit den Nationalsozialisten um eine gemeinsame Regierungsbildung beider Parteien in Preußen als dem weitaus größten und bedeutendsten Bundesstaat des Deutschen Reiches ergriff. Hintergrund war, dass Zentrum und NSDAP seit den Wahlen vom April 1932 eine Mehrheit der Landtagsmandate innehatten. Hitler nahm die Initiative Grass’ auf und ermächtigte seinen, zu diesem Zeitpunkt als preußischen Landtagspräsidenten amtierenden, Gefolgsmann Hanns Kerrl dazu, mit der preußischen Landtagsfraktion des Zentrums in Verhandlungen zu treten. Bei den nachfolgenden Verhandlungen, an denen sich außer Kerrl und Grass auch Gregor Strasser und Hermann Göring für die NSDAP und Eugen Bolz und Thomas Esser für das Zentrum beteiligten, beanspruchten die Nationalsozialisten für sich den Posten des Preußischen Ministerpräsidenten, boten dem Zentrum aber die Hälfte der Kabinettssitze an, wobei auch Grass ein Ministerposten zugesichert wurde. Die Verhandlungen scheiterten schließlich, trugen aber dazu bei, den Nationalsozialisten im Krisenjahr 1932 Auftrieb zu geben und die Reichsregierung unter Druck zu setzen.
Nach dem Machtantritt der Nationalsozialisten im Frühjahr 1933 bot Grass dem jetzt zum preußischen Innenminister avancierten Hermann Göring die Kooperation des Zentrums an, wenn die NS-Regierung im Gegenzug darauf verzichten würde, im Rahmen der von ihr damals begonnenen „Säuberung“ des Beamtenapparates Angehörige des Zentrums aus dem Staatsdienst zu entfernen. Im Juni 1933 drängte Grass, Heinrich Brüning zufolge, auf die Auflösung der Zentrumspartei, um einen schnellen Anschluss an die NSDAP zu finden.
Ab 1928 war er Ehrenmitglied der katholischen Studentenverbindung KDStV Alania Bonn.

## Schriften
- Der Aachener Schöffenstuhl. Ein Beitrag zur Verfassungsgeschichte der freien Reichsstadt Aachen, Dissertation Bonn 1920.